# بروس ماكجيل
بروس ترافيس ماكجيل (بالإنجليزية: Bruce Travis McGill)‏ (مواليد 11 يوليو 1950) هو ممثل أمريكي. عمل مع المخرج مايكل مان في أفلام المطلع (1999) وعلي (2001) و جانبية (2004).

## النشأة
وُلد ماكجيل في سان أنطونيو، تكساس، ابن أدرييل روز "سكويكي"، فنانة يهودية، وودرو ويلسون ماكجيل، وكيل العقارات والتأمين. تخرج من مدرسة دوغلاس ماك آرثر الثانوية في الجزء الشمالي الشرقي من سان أنطونيو ومن جامعة تكساس في أوستن بدرجة في الدراما. وهو مرتبط بسيناتور ولاية تكساس السابق أ. ر. شوارتز.

## وصلات خارجية
- بروس ترافيس ماكجيل على موقع IMDb (الإنجليزية)
- بروس ترافيس ماكجيل على موقع ألو سيني (الفرنسية)
- بروس ترافيس ماكجيل على موقع ميوزك برينز (الإنجليزية)
- بروس ترافيس ماكجيل على موقع أول موفي (الإنجليزية)
- بروس ترافيس ماكجيل على موقع قاعدة بيانات برودواي على الإنترنت (الإنجليزية)
- بروس ترافيس ماكجيل على موقع قاعدة بيانات الأفلام السويدية (السويدية)
- بروس ترافيس ماكجيل على موقع إن إن دي بي (الإنجليزية)
- بروس ترافيس ماكجيل على موقع قاعدة بيانات الفيلم (الإنجليزية)
- بروس ترافيس ماكجيل على موقع ليتربوكسد (الإنجليزية)
- بروس ترافيس ماكجيل على موقع كينوبويسك (الروسية)
- Bruce McGill at MacGyver Online